# Trachymene rosulans
Trachymene rosulans är en flockblommig växtart som först beskrevs av Danser, och fick sitt nu gällande namn av Buwalda. Trachymene rosulans ingår i släktet Trachymene och familjen flockblommiga växter. Inga underarter finns listade i Catalogue of Life.